# Lepidostemon glaricola
Lepidostemon glaricola är en korsblommig växtart som först beskrevs av Hiroshi Hara, och fick sitt nu gällande namn av Al-shehbaz. Lepidostemon glaricola ingår i släktet Lepidostemon och familjen korsblommiga växter. Inga underarter finns listade i Catalogue of Life.